# ذاكرة وميضية

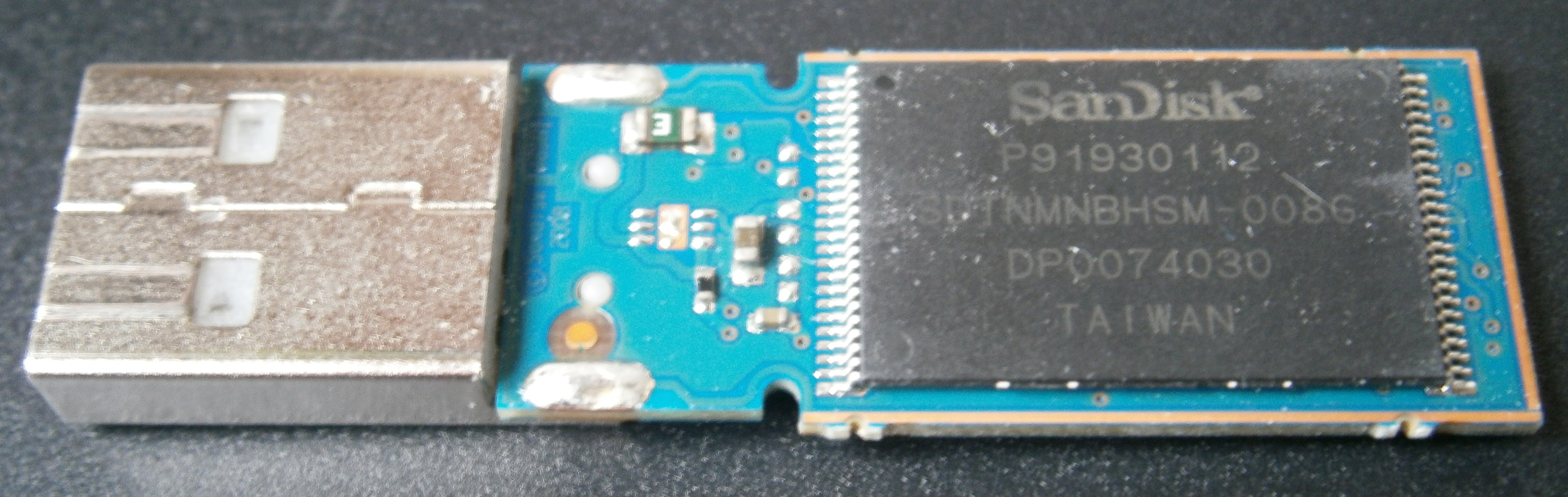
الذاكرة الومضية لمفتاح يو إس بي بالون الأسود

الذاكرة الوميضية (بالإنجليزية: Flash memory)‏ أو كما تسمى أحيانا ذاكرة فلاش، هي ذاكرة حاسوب مستدامة، قابلة للمسح وإعادة البرمجة بشكل رقمي. وهي نوع من أنواع الذاكرة القابلة للمسح وتبرمج في كتل تتألف من مواقع متعددة (في البدايات كانت الشريحة الداخلية تمسح بأكملها في المرة الواحدة) إن تكلفة الذواكر الوميضية أقل بكثير من الذاكرة القابلة للمسح ولذلك أصبحت التقنية المسيطرة في كل مكان يتطلب التخزين المتراص للكميات الكبيرة من المعلومات الهامة. كأمثلة على تطبيقاتها تتضمن، مشغلات الـ audio الرقمية، كاميرات رقمية وهواتف نقالة. وهي تستخدم أيضا في مشغلات USB الوميضية والتي تستخدم للتخزين العام ونقل المعطيات بين الحواسيب. وقد كسبت أيضا بعض الشعبية في محلات الألعاب حيث تستخدم بدلا عن الذواكر القابلة للمسح ومزودات الطاقة للذواكر ذاكرة الوصول العشوائي الساكنة وذلك لحفظ معطيات اللعبة

## نظرة عميقة
الذواكر الوميضية غير متلاشية وهذا يعني أنها لا تحتاج إلى وجود تغذية كهربائية لتتذكر المعلومات المخزنة عليها بالإضافة إلى أنها تقدم أزمنة نفاذ سريعة للقراءة (بالرغم من أنها لا تصل إلى سرعة الذاكرة المتلاشية دي رام المستخدمة في الذاكرة الرئيسية للحواسيب الشخصية)، وتتمتع بمقاومة ضد الصدمات أفضل من القرص الصلب.
هذه الخصائص توضح سبب الاستخدام الواسع للذواكر الوميضية في تطبيقات مثل التخزين في الأجهزة التي تستمد طاقتها من البطارية الخاصة بها. ومن المحاسن المغرية الأخرى للذواكر الوميضية أن الغلاف التي تثبت بداخله الشريحة يعطيها قدرة كبيرة على مقاومة الضغط الشديد ودرجات الحرارة المرتفعة وعدم تأثرها بالماء إذا غمرت فيه.

### النوع المبني على الدوائر الالكترونية NOR

NOR flash memory wiring and structure on silicon

Programming a NOR memory cell (setting it to logical 0), via hot-electron injection.

Erasing a NOR memory cell (setting it to logical 1), via quantum tunneling.

NAND flash memory wiring and structure on silicon

## أنظمة الملفات المستخدمة مع الذاكرة الوميضية
نتيجة للخصائص الاستثنائية التي تتمتع بها الذاكرة الوميضية يكون من الأفضل استخدام على وجه التحديد نظام الملفات الذي يكتب فوق الوسائط ويستطيع التعامل مع الزمن الطويل اللازم للمحي في الكتل الوميضية.
الفكرة الأساسية الكامنة وراء نظم الملفات الوميضية هي كمايلي :
- عندما يتم تحديث مكان التخزين الوميضي فإن نظام الملفات الوميضي سوف يكتب نسخة جديدة من البيانات المغيرة فوق كتل ذاكرية حرة ثم يعيد تشكيل خريطة مؤشرات الملفات وبعدها يقوم بحذف الكتل القديمة لاحقا عندما يتسنى له الوقت.
```
أحد أنظمة الملفات الوميضية التي ظهرت في البداية كان 
نظام الملفات FFS2
 من مايكروسوفت المستخدم مع نظام التشغيل 
إم إس-دوس
 في بداية عام 1990 م. حوالي عام 1994 مجموعة الصناعة PCMCIA صادقت على النظام (FTL) بشكل خاص الذي يسمح لجهاز التخزين الوميضي أن يبدو كما لو كان قرص ذو 
نظام ملفات FAT
، ولكن ما زال يتمتع بقدرة احتمال فعالة. ومن الأنظمة التجارية الأخرى 
نظام FlashFX
 والذي تم ابتكاره ليلغي الامتياز الذي حققه FTL.
إن 
JFFS
 هو أول نظام ملفات يتعامل لنظام التشغيل 
لينكس
 ولكن ما لبث أن حل محله 
نظام JFFS2
.
```

## السرعة
بطاقة الذاكرة الوميضية متوفرة بسرعات متعددة، فبعضها يتمتع بمعدل نقل يقارب الـ MB/S 2 ميغابايت في كل ثانية، وآخر يصل حتى 12 MB/S ميغابايت في الثانية...الخ، السرعة الدقيقة لهذه البطاقات يعتمد على تعريف الـ ميغابايت الذي يستخدمه السوق.
العديد من هذه البطاقات ذو معدل بسيط 100x ،130x ،200x ،,,الخ. في هذه الكروت الذاكرية يعتبر الـ 1x مساويا لـ 150(كيل بايتثنائي) Kibibytes في الثانية وهي سرعة نقل المعلومات التي تتمتع بها أجهزة الأقراص الليزرية الأولى والتي كانت معتمدة كمرجع لسرعات كروت الذاكرة الوميضية. عند مقارنة الكرت ذو السرعة 100x مع الكرت الذي يتمتع بسرعة 12 ميغابايت(MiB) فإننا نقوم بالحساب التالي :
150KiB x 100 == 15000 KiB في الثانية == 14.65 MiB في الثانية.
هذا يعني أن كرت الذاكرة ذو السرعة 100x أسرع من الكرت ذو السرعة 12 MiB في الثانية.

## السعة
شرائح الذاكرة الوميضية المعروفة تتراوح سعتها بين كيلوبايت واحد وحتى عدة غيغابايت. الشرائح المركبة تكون منضدة للحصول على سعات أكبر. إن سعة الشرائح الوميضية تخضع لقانون مور لأنها يتم إنتاجها بنفس الطريقة المتبعة لصناعة الدارات المتكاملة الأخرى، إلا أنها قد تتعدى قانون مور وذلك بحسب التطورات التكنولوجية. في عام 2005 قامت شركة توشيبا وشركة سان ديسك بتطوير شريحة ذاكرة وميضية تخزن 1 غيغابايت من البيانات باستخدام تقنية الخلايا متعددة المستويات حيث يتم تخزين خانتين من المعطيات في الخلية الواحدة. وفي تشرين الثاني من نفس العام أعلنت شركة سامسونغ أنها طورت أول شريحة بسعة 2 غيغابايت في العالم. في آذار عام 2006 أعلنت شركة سامسونغ عن القرص الوميضي بسعة 4 غيغابايت والذي امتلك نفس الحجم الصغير للقرص الصلب الموجود في الأجهزة المحمولة. ومن الذواكر الوميضية التي تم إنتاجها في منتصف العام 2006 نذكر بطاقات الذواكر، والذواكر الوميضية ذات المسرى التسلسلي العام (يو إس بي)، وقد ندر استخدام السعات 256 ميغابايت والأجهزة ذات السعات الأقل من ذلك حيث أصبحت الذاكرة الوميضية ذات السعة 1 غيغابايت جهاز التخزين المعتاد للأشخاص الذين لا يستخدمون الذواكر الوميضية بشكل كبير في حين أن الكثير من المستهلكين يستخدمون السعة 2 أو 4 غيغابايت.
ومن الجدير بالذكر ان مقدار حجم ذاكرة الفلاش قد أصبح الآن يتعدى 250 جيجا بايت.

## فقد البيانات واستعادتها
إن أكثر الأسباب المسببة لتلف البيانات هو إزالة جهاز الذاكرة الوميضية أثناء كتابة المعلومات إليه وقد تتفاقم الحالة عند استخدام نظام ملفات غير مصمم للتعامل مع الأجهزة القابلة للإزالة أو عند إزالة الجهاز وما تزال هناك معلومات تنتظر من أجل الكتابة.
إن استعادة البيانات من أجهزة الذاكرة الوميضية يكون ممكنا في بعض الحالات وهناك نهج وطرق متعددة يمكن أن تعطي نتائج جيدة في هذا المجال.

## تطبيقات applications

### الذاكرة الفلاشية (الوميضية) كذاكرة RAM
منذ سنة 2012 وهناك محاولات لاستخدام الذاكرة الفلاشية كذاكرة رئيسية للحاسب الالي DRAM.

### القدرة على التخزين طويل الامد أو الارشيفية
ليس واضح كم من الفترة الزمنية ستظل ثابتة تحت الظروف الارشيفية بمعنى درجة الحرارة والرطوبة مع الوصول الغير منتظم بكتابة عادية أو بكتابة وقائية .

## قابلية التوسع الوميضية Flash Scalability

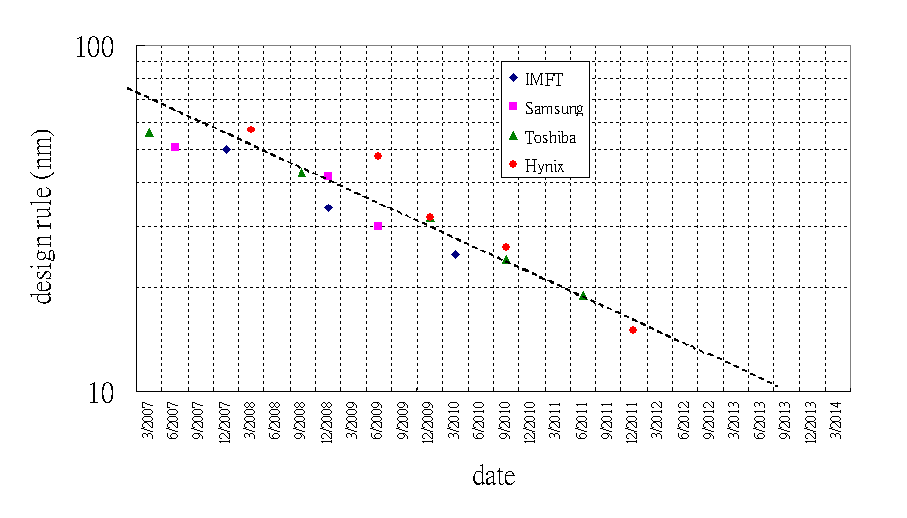
The aggressive trend of the shrinking process design rule or technology node in NAND flash memory technology effectively accelerates Moore's Law.

| ITRS or company            | 2010     | 2011  | 2012               | 2013        | 2014                  | 2015               | 2016         |
| -------------------------- | -------- | ----- | ------------------ | ----------- | --------------------- | ------------------ | ------------ |
| ITRS Flash Roadmap 2011    | 32 nm    | 22 nm | 20 nm              | 18 nm       | 16 nm                 |                    |              |
| Updated ITRS Flash Roadmap |          |       |                    |             | 17 nm                 | 15 nm              | 14 nm        |
| Samsung Samsung 3D NAND    | 35-32 nm | 27 nm | 21 nm (MLC, TLC)   | 19 nm       | 19-16 nm V-NAND (24L) | 12 nm V-NAND (32L) | 12 nm        |
| Micron, Intel              | 34-25 nm | 25 nm | 20 nm (MLC + HKMG) | 20 nm (TLC) | 16 nm                 | 3D-NAND            | 3D-NAND Gen2 |
| Toshiba, Sandisk           | 43-32 nm | 24 nm | 19 nm (MLC, TLC)   |             | 15 nm                 | 3D NAND BiCS       | 3D NAND BiCS |
| SK Hynix                   | 46-35 nm | 26 nm | 20 nm (MLC)        |             | 16 nm                 |                    |              |